# William James Hartley
Pour les articles homonymes, voir William Hartley et Hartley.
William James Hartley (né le 12 juin 1945) est un homme politique canadien de la Colombie-Britannique. Il est député provincial néo-démocrate de la circonscription britanno-colombienne de Maple Ridge-Pitt Meadows de 1991 à 2001. Il est le 34e président de l'Assemblée législative de la Colombie-Britannique de 2000 à 2001.

## Biographie
Né à Vancouver en Colombie-Britannique, Hartley étudie à l'Université Simon Fraser. Il entame une carrière publique en servant comme conseiller municipal de Maple Ridge de 1983 à 1987 et comme maire de 1983 à 1990.